# Guggenheimpriset
Guggenheimpriset, Guggenheim International Award var ett amerikanskt internationellt pris för bildkonst.
Guggenheimpriset inrättades 1956 av Harry Guggenheim "för att främja och uppmuntra konst och att befrämja allmänhetens kunskap och förståelse, speciellt inom (bild)konstområdet". Det utdelades vart annat år från 1956 till i mitten av 1960-talet.

## Pristagare i urval
- 1956 Ben Nicholson
- 1958 Joan Miró för väggmosaiken Day and Night på Unescos högkvarter i Paris
- 1960 Karel Appel för målningen  Woman with Ostrich, 1957

År 1964 avsade sig Asger Jorn, som hade med målningen Dead Drunk Danes,  Guggenheimpriset i ett bryskt svarstelegram till Harry Guggenheim.
| ”            | Go to hell with your money bastard - STOP - Refuse price – STOP - ... Against decency mix artist against his will in your publicity –STOP- ... | „ |
| – Asger Jorn | |   |

## Hedersomnämnanden i urval
- 1960 Franz Kline
- 1960 Yoshishige Saito (1904–2001)
- 1964 Wifredo Lam